# Fernziel
Als Fernziel wird in der Geodäsie ein gut sichtbarer Vermessungspunkt bezeichnet, der wegen seiner Höhe entweder
- eine gute (indirekte) Sichtverbindung zwischen weit entfernten Punkten bietet,
- oder als Hilfspunkt zur genauen Orientierung des Theodolits dienen kann.

Im ersten Fall müssen die Koordinaten des Fernziels (Kirchturm, hoher Schornstein, Hochspannungsmast, Gipfelkreuz …) nicht unbedingt bekannt sein, wenn der Hochpunkt durch geeignet angelegte Messungen in ein Netz integriert werden kann.
Im zweiten – häufigeren – Fall wird das ferne Ziel (mindestens 1 Kilometer) zur Stabilisierung eines Polygonzuges oder einer sehr lokalen Vermessung benutzt, die wegen kurzer Distanzen in ihrer Richtungslage sonst nicht genau genug definiert wäre. Der praktische Vorgang ist, dass man bei der Feldarbeit den Fernpunkt nur mitmisst, bei der Auswertung  hingegen in zwei Schritten vorgeht:

Zunächst werden die lokalen Messpunkte genähert ausgewertet (d. h. ihre Gauß-Krüger-Koordinaten berechnet), anschließend alle beobachteten Richtungen zum Fernziel mit dieser vorläufigen Lage gemessen und mit den (geringfügig „verschwenkten“) Messwerten verglichen. Weil das Fernziel wesentlich weiter als die nächsten Messpunkte entfernt liegt, kann die „Verschwenkung“ (im Regelfall unter 0,01°) verlässlich korrigiert werden.
In der Navigation gibt es vergleichbare Verfahren zur iterativen Verbesserung der Ortung, doch werden andere Bezeichnungen verwendet.